# Michael Marcantel
Michael Marcantel est un réalisateur et animateur américain principalement connu pour son travail sur la série télévisée Les Simpson. Il a étudié au California Institute of the Arts où il a suivi le programme expérimental de Jules Engel.

## Filmographie

### Réalisateur
| Année | Titre                   | Titre original                             | Saison | Épisode | Scénariste    |
| ----- | ----------------------- | ------------------------------------------ | ------ | ------- | ------------- |
| 2000  | Les Simpson dans 30 ans | Bart to the Future                         | 11     | 17      | Dan Greaney   |
| 2001  | La Vengeance du clown   | Day of Jackanapes                          | 12     | 13      | Al Jean       |
| 2002  | L'Herbe médicinale      | Weekend at Burnsie's                       | 13     | 16      | Jon Vitti     |
| 2003  | Le Péché de Ned         | A Star Is Born Again                       | 14     | 13      | Brian Kelley  |
| 2005  | Le Jugement dernier     | Thank God, It's Doomsday                   | 16     | 19      | Don Payne     |
| 2006  | Bart a deux mamans      | Bart Has Tow Mommies                       | 17     | 14      | Dana Gould    |
| 2006  | Parrain par intérim     | The Mook, the Chef, the Wife and Her Homer | 18     | 1       | Bill Odenkirk |

### Animateur
- 1990-2008 : Les Simpson (43 épisodes)
- 2007 : Les Simpson, le film

### Storyboardeur
- 2003-2004 : Les Simpson (2 épisodes)
- 2009 : Sit Down Shut Up (1 épisode)
- 2012 : Futurama (2 épisodes)